# Coupe de Russie de football 2019-2020
Navigation
Édition précédente Édition suivante
La Coupe de Russie 2019-2020 est la 28e édition de la Coupe de Russie depuis la dissolution de l'URSS. Elle prend place du 20 juillet 2019 au 25 juillet 2020.
Un total de 96 équipes prennent part à la compétition, dont l'intégralité des clubs participants aux trois premières divisions russes, à l'exception des équipes réserves, auxquels s'ajoutent neuf équipes issues des compétitions amateurs.
Le vainqueur de la coupe se qualifie pour la phase de groupes de la Ligue Europa 2020-2021 ainsi que pour l'édition 2020 de la Supercoupe de Russie.
La finale se déroule au stade central d'Iekaterinbourg. Initialement prévue le 13 mai 2020, la finale est finalement reportée au 25 juillet 2020 en raison de la pandémie de Covid-19 en Russie. Le Zénith Saint-Pétersbourg termine vainqueur de la compétition, l'emportant en finale contre le FK Khimki pour remporter sa quatrième Coupe de son histoire.

## Résultats

### Premier tour
Les rencontres de ce tour sont jouées les 20 et 21 juillet 2019.
| Date                 | Club                            | Score                | Club                    |
| Zone Centre et Ouest | Zone Centre et Ouest            | Zone Centre et Ouest | Zone Centre et Ouest    |
| -------------------- | ------------------------------- | -------------------- | ----------------------- |
| 20 juillet 2019      | Strogino Moscou (D3)            | 2 - 3                | (D3) Rodina Moscou      |
| 20 juillet 2019      | Kvant Obninsk (D3)              | 3 - 4                | (D3) FK Dolgoproudny    |
| 20 juillet 2019      | Olimp Khimki (D3)               | 2 - 3                | (D3) Ararat Moscou      |
| 21 juillet 2019      | FK Kolomna (D3)                 | 2 - 1                | (D3) Saturn Ramenskoïe  |
| Zone Oural-Povoljié  |                                 |                      |                         |
| 20 juillet 2019      | Khimik-Avgoust Vournary (D4)    | 2 - 0                | (D3) Lada Dimitrovgrad  |
| 20 juillet 2019      | Lada Togliatti (D3)             | 1 - 3                | (D3) Akron Togliatti    |
| Zone Sud             |                                 |                      |                         |
| 20 juillet 2019      | Legion-Dinamo Makhatchkala (D3) | 3 - 0                | (D3) FK Makhatchkala    |
| 20 juillet 2019      | Vaïnakh Chali (D4)              | 1 - 3                | (D3) Alania Vladikavkaz |
| 20 juillet 2019      | Inter Tcherkessk (D3)           | 4 - 2                | (D3) Dinamo Stavropol   |
| 20 juillet 2019      | Kouban Holding Pavlovskaïa (D5) | 2 - 0                | (D3) SKA Rostov         |
| 20 juillet 2019      | Ourojaï Krasnodar (D3)          | 1 - 3                | (D3) Droujba Maïkop     |

### Deuxième tour
Les rencontres de ce tour sont jouées les 27 et 28 juillet 2019.
| Date                 | Club                         | Score                | Club                                |
| Zone Centre et Ouest | Zone Centre et Ouest         | Zone Centre et Ouest | Zone Centre et Ouest                |
| -------------------- | ---------------------------- | -------------------- | ----------------------------------- |
| 28 juillet 2019      | Elektron Novgorod (D4)       | 0 - 1                | (D3) FK Leningradets                |
| 28 juillet 2019      | Krasny-SGAFKST Smolensk (D4) | 5 - 0                | (D3) Zvezda Saint-Pétersbourg       |
| 28 juillet 2019      | Pskov-747 (D3)               | 0 - 1                | (D3) Louki-Energia Velikié Louki    |
| 28 juillet 2019      | FK Riazan (D3)               | 3 - 0                | (D3) Znamia Trouda Orekhovo-Zouïevo |
| 28 juillet 2019      | Torpedo Vladimir (D3)        | 0 - 1                | (D3) FK Mourom                      |
| 28 juillet 2019      | Saliout Belgorod (D3)        | 3 - 2                | (D3) Metallourg Lipetsk             |
| 28 juillet 2019      | Dinamo Briansk (D3)          | 0 - 1                | (D3) FK Kalouga                     |
| 28 juillet 2019      | Ararat Moscou (D3)           | 1 - 0                | (D3) FK Kolomna                     |
| 28 juillet 2019      | Rodina Moscou (D3)           | 0 - 2                | (D3) Veles Moscou                   |
| 28 juillet 2019      | FK Dolgoproudny (D3)         | 0 - 4                | (D3) Zorki Krasnogorsk              |
| Zone Est             |                              |                      |                                     |
| 28 juillet 2019      | Dinamo Barnaoul (D3)         | 2 - 1 ap             | (D3) FK Novossibirsk                |
| Zone Oural-Privoljié |                              |                      |                                     |
| 28 juillet 2019      | Akron Togliatti (D3)         | 3 - 1                | (D3) Sokol Saratov                  |
| 28 juillet 2019      | Zvezda Perm (D3)             | 6 - 0                | (D3) Zénith Ijevsk                  |
| 28 juillet 2019      | Deline Ijevsk (D5)           | 0 - 4                | (D3) Kamaz Naberejnye Tchelny       |
| 28 juillet 2019      | FK Tcheliabinsk (D3)         | 0 - 1                | (D3) FK Tioumen                     |
| 28 juillet 2019      | Metallourg Magnitogorsk (D4) | 1 - 3                | (D3) Nosta Novotroïtsk              |
| 28 juillet 2019      | Volga Oulianovsk (D3)        | 6 - 1                | (D4) Khimik-Avgoust Vournary        |
| Zone Sud             |                              |                      |                                     |
| 27 juillet 2019      | Spartak Vladikavkaz (D3)     | 2 - 2 ap (3 - 4 tab) | (D3) Spartak Naltchik               |
| 28 juillet 2019      | Volgar Astrakhan (D3)        | 3 - 0                | (D3) Legion-Dinamo Makhatchkala     |
| 28 juillet 2019      | Alania Vladikavkaz (D3)      | 1 - 0                | (D3) Anji Makhatchkala              |
| 28 juillet 2019      | Machouk-KMV Piatigorsk (D3)  | 0 - 1                | (D3) Inter Tcherkessk               |
| 28 juillet 2019      | Biolog-Novokoubansk (D3)     | 3 - 1                | (D5) Kouban Holding Pavlovskaïa     |
| 28 juillet 2019      | Droujba Maïkop (D3)          | 0 - 1 ap             | (D3) Tchernomorets Novorossiisk     |

### Troisième tour
Les rencontres de ce tour sont jouées entre le 28 juillet et le 10 août 2019.
| Date                 | Club                             | Score                | Club                             |
| Zone Centre et Ouest | Zone Centre et Ouest             | Zone Centre et Ouest | Zone Centre et Ouest             |
| -------------------- | -------------------------------- | -------------------- | -------------------------------- |
| 5 août 2019          | Veles Moscou (D3)                | 2 - 1                | (D4) Krasny-SGAFKST Smolensk     |
| 5 août 2019          | Louki-Energia Velikié Louki (D3) | 1 - 1 ap (4 - 5 tab) | (D3) FK Leningradets             |
| 5 août 2019          | Zorki Krasnogorsk (D3)           | 1 - 3                | (D3) FK Riazan                   |
| 5 août 2019          | FK Mourom (D3)                   | 2 -3                 | (D3) Ararat Moscou               |
| 5 août 2019          | FK Kalouga (D3)                  | 3 - 3 ap (4 - 5 tab) | (D3) Saliout Belgorod            |
| Zone Est             |                                  |                      |                                  |
| 28 juillet 2019      | Zénith Irkoutsk (D3)             | 0 - 2                | (D3) FK Tchita                   |
| 9 août 2019          | Irtych Omsk (D3)                 | 3 - 0                | (D3) Dinamo Barnaoul             |
| 10 août 2019         | FK Blagovechtchensk (D4)         | 0 - 2                | (D3) Sakhaline Ioujno-Sakhalinsk |
| Zone Oural-Privoljié |                                  |                      |                                  |
| 4 août 2019          | Kamaz Naberejnye Tchelny (D3)    | 2 - 2 ap (6 - 5 tab) | (D3) Zvezda Perm                 |
| 4 août 2019          | Nosta Novotroïtsk (D3)           | 0 - 1                | (D3) FK Tioumen                  |
| 4 août 2019          | Volga Oulianovsk (D3)            | 0 - 3                | (D3) Akron Togliatti             |
| Zone Sud             |                                  |                      |                                  |
| 5 août 2019          | Alania Vladikavkaz (D3)          | 4 - 1                | (D3) Volgar Astrakhan            |
| 5 août 2019          | Spartak Naltchik (D3)            | 0 - 1                | (D3) Inter Tcherkassk            |
| 5 août 2019          | Tchernomorets Novorossiisk (D3)  | 4 - 2                | (D3) Biolog-Novokoubansk         |

### Quatrième tour
Les rencontres de ce tour sont jouées le 21 août et le 3 septembre 2019. Les clubs de deuxième division font leur entrée dans la compétition durant cette phase.
| Date             | Club                             | Score                | Club                           |
| ---------------- | -------------------------------- | -------------------- | ------------------------------ |
| 21 août 2019     | FK Leningradets (D3)             | 1 - 2                | (D2) Baltika Kaliningrad       |
| 21 août 2019     | Veles Moscou (D3)                | 3 - 3 ap (5 - 6 tab) | (D2) Torpedo Moscou            |
| 21 août 2019     | FK Riazan (D3)                   | 1 - 4                | (D2) Tchertanovo Moscou        |
| 21 août 2019     | FK Khimki (D2)                   | 4 - 1                | (D2) Avangard Koursk           |
| 21 août 2019     | Ararat Moscou (D3)               | 0 - 3                | (D2) FK Nijni Novgorod         |
| 21 août 2019     | Chinnik Iaroslavl (D2)           | 1 - 0                | (D2) Tekstilchtchik Ivanovo    |
| 21 août 2019     | Saliout Belgorod (D3)            | 1 - 3                | (D2) Fakel Voronej             |
| 21 août 2019     | Tchernomorets Novorossiisk (D3)  | 3 - 0                | (D2) FK Armavir                |
| 21 août 2019     | Alania Vladikavkaz (D3)          | 2 - 1                | (D2) Rotor Volgograd           |
| 21 août 2019     | Inter Tcherkessk (D3)            | 2 - 5                | (D2) Tchaïka Pestchanokopskoïe |
| 21 août 2019     | Kamaz Naberejnye Tchelny (D3)    | 2 - 0                | (D2) Neftekhimik Nijnekamsk    |
| 21 août 2019     | Akron Togliatti (D3)             | 1 - 1 ap (4 - 5 tab) | (D2) Mordovia Saransk          |
| 21 août 2019     | FK Tchita (D3)                   | 0 - 1                | (D2) Luch Vladivostok          |
| 3 septembre 2019 | FK Tioumen (D3)                  | 0 - 1                | (D2) Ienisseï Krasnoïarsk      |
| 3 septembre 2019 | Irtych Omsk (D3)                 | 0 - 2                | (D2) Tom Tomsk                 |
| 3 septembre 2019 | Sakhaline Ioujno-Sakhalinsk (D3) | 0 - 2                | (D2) SKA-Khabarovsk            |

### Seizièmes de finale
Les rencontres de ce tour sont jouées le 25 septembre 2019. Les clubs de première division font leur entrée dans la compétition durant cette phase.
| Date              | Club                            | Score                | Club                          |
| ----------------- | ------------------------------- | -------------------- | ----------------------------- |
| 25 septembre 2019 | Baltika Kaliningrad (D2)        | 1 - 1 ap (4 - 1 tab) | (D1) Lokomotiv Moscou         |
| 25 septembre 2019 | Torpedo Moscou (D2)             | 2 - 0                | (D1) Krylia Sovetov Samara    |
| 25 septembre 2019 | Tchertanovo Moscou (D2)         | 0 - 2 ap             | (D1) FK Orenbourg             |
| 25 septembre 2019 | FK Khimki (D2)                  | 3 - 0                | (D1) Rubin Kazan              |
| 25 septembre 2019 | FK Nijni Novgorod (D2)          | 1 - 0                | (D1) FK Krasnodar             |
| 25 septembre 2019 | Chinnik Iaroslavl (D2)          | 0 - 0 ap (5 - 4 tab) | (D1) FK Sotchi                |
| 25 septembre 2019 | Fakel Voronej (D2)              | 1 - 2                | (D1) Arsenal Toula            |
| 25 septembre 2019 | Tchernomorets Novorossiisk (D3) | 0 - 2                | (D1) Oural Iekaterinbourg     |
| 25 septembre 2019 | Alania Vladikavkaz (D3)         | 1 - 3                | (D1) CSKA Moscou              |
| 25 septembre 2019 | Tchaïka Pestchanokopskoïe (D2)  | 0 - 1                | (D1) FK Oufa                  |
| 25 septembre 2019 | Kamaz Naberejnye Tchelny (D3)   | 1 - 2                | (D1) Spartak Moscou           |
| 25 septembre 2019 | Mordovia Saransk (D2)           | 0 - 2                | (D1) FK Rostov                |
| 25 septembre 2019 | Ienisseï Krasnoïarsk (D2)       | 1 - 2                | (D1) Zénith Saint-Pétersbourg |
| 25 septembre 2019 | Tom Tomsk (D2)                  | 4 - 0                | (D1) FK Tambov                |
| 25 septembre 2019 | SKA-Khabarovsk (D2)             | 2 - 2 ap (2 - 4 tab) | (D1) Akhmat Grozny            |
| 25 septembre 2019 | Luch Vladivostok (D2)           | 1 - 0                | (D1) Dynamo Moscou            |

### Huitièmes de finale
Les rencontres de ce tour seront jouées les 30 et 31 octobre 2019.
| Date            | Club                          | Score                | Club                     |
| --------------- | ----------------------------- | -------------------- | ------------------------ |
| 30 octobre 2019 | FK Nijni Novgorod (D2)        | 2 - 2 ap (0 - 3 tab) | (D2) Chinnik Iaroslavl   |
| 30 octobre 2019 | Oural Iekaterinbourg (D1)     | 2 - 2 ap (5 - 4 tab) | (D1) Arsenal Toula       |
| 30 octobre 2019 | CSKA Moscou (D1)              | 1 - 0                | (D1) FK Oufa             |
| 30 octobre 2019 | Zénith Saint-Pétersbourg (D1) | 4 - 0                | (D2) Tom Tomsk           |
| 30 octobre 2019 | Akhmat Grozny (D1)            | 5 - 1                | (D2) Luch Vladivostok    |
| 31 octobre 2019 | Torpedo Moscou (D2)           | 1 - 0                | (D2) Baltika Kaliningrad |
| 31 octobre 2019 | FK Orenbourg (D1)             | 1 - 2                | (D2) FK Khimki           |
| 31 octobre 2019 | Spartak Moscou (D1)           | 2 - 1                | (D1) FK Rostov           |

### Quarts de finale
Les rencontres de ce tour sont jouées les 4 et 5 mars 2020, à l'exception de la confrontation entre le Chinnik Iaroslavl et l'Oural Iekaterinbourg qui est à l'origine reportée en raison d'une pelouse impraticable avant d'être placée au 24 juin 2020 du fait de l'interruption des compétitions due à la pandémie de Covid-19 en Russie.
| Date         | Club                   | Score    | Club                          |
| ------------ | ---------------------- | -------- | ----------------------------- |
| 4 mars 2020  | Akhmat Grozny (D1)     | 1 - 2 ap | (D1) Zénith Saint-Pétersbourg |
| 4 mars 2020  | Spartak Moscou (D1)    | 3 - 2 ap | (D1) CSKA Moscou              |
| 5 mars 2020  | FK Khimki (D2)         | 5 - 1    | (D2) Torpedo Moscou           |
| 24 juin 2020 | Chinnik Iaroslavl (D2) | 0 - 2    | (D1) Oural Iekaterinbourg     |

### Demi-finales
Les rencontres de ce tour seront jouées le 19 juillet 2020.
| Date            | Club                          | Score | Club                |
| --------------- | ----------------------------- | ----- | ------------------- |
| 19 juillet 2020 | Oural Iekaterinbourg (D1)     | 1 - 3 | (D2) FK Khimki      |
| 19 juillet 2020 | Zénith Saint-Pétersbourg (D1) | 2 - 1 | (D1) Spartak Moscou |

### Finale
La finale oppose le Zénith Saint-Pétersbourg, champion national en titre donc il s'agît de la cinquième finale de coupe et la première depuis sa victoire de 2016, au FK Khimki, club de la deuxième division qui dispute à cette occasion sa deuxième finale après celle de 2005, qu'il avait déjà disputé tout en évoluant au deuxième échelon. Ce dernier devient ainsi le deuxième club de division inférieure à atteindre ce stade en trois ans, après l'Avangard Koursk en 2018.
Au cours d'une rencontre globalement dominée par le Zénith, un penalty d'Artyom Dziouba à la 84e minute de jeu s'avère le seul but du match qui est remporté par le pensionnaire de la première division. Cette victoire permet de plus aux Pétersbourgeois de remporter le doublé Coupe-Championnat, le deuxième de leur histoire après celui de 2010.
| ·             |    |                         |       |
| Titulaires :  |    |                         |       |
|               |    |                         |       |
| G             | 41 | 0 Mikhaïl Kerjakov      |       |
| DG            | 3  | 0 Douglas Santos        | 76e   |
| DC            | 6  | 0 Branislav Ivanović    |       |
| DC            | 44 | 0 Yaroslav Rakitskiy    |       |
| DD            | 15 | 0 Viatcheslav Karavaïev | 90+3e |
| MdC           | 5  | 0 Wílmar Barrios        |       |
| MC            | 14 | 0 Daler Kouziaïev       |       |
| MC            | 27 | 0 Magomed Ozdoïev       | 76e   |
| MO            | 8  | 0 Malcom                | 89e   |
| AC            | 22 | 0 Artyom Dziouba        |       |
| AC            | 7  | 0 Sardar Azmoun         | 89e   |
|               |    |                         |       |
| Remplaçants : |    |                         |       |
| AiG           | 11 | 0 Sebastián Driussi     | 76e   |
| DG            | 18 | 0 Iouri Jirkov          | 76e   |
| MO            | 17 | 0 Oleg Chatov           | 89e   |
| AiD           | 91 | 0 Alekseï Soutormine    | 89e   |
| DD            | 19 | 0 Igor Smolnikov        | 90+3e |
|               |    |                         |       |
| Entraîneur :  |    |                         |       |
| Sergueï Semak |    |                         |       |

| ·              |    |                           |     |
| Titulaires :   |    |                           |     |
|                |    |                           |     |
| G              | 22 | 0 Ilia Lantratov          |     |
| DC             | 33 | 0 Ievgueni Gapon (en)     |     |
| DC             | 6  | 0 Dmitri Tikhi            |     |
| DC             | 15 | 0 Iegor Danilkine         |     |
| MdC            | 5  | 0 Aleksandr Trochetchkine |     |
| MG             | 96 | 0 Aleksandr Smirnov       | 64e |
| MC             | 9  | 0 Maksim Martousevitch    |     |
| MD             | 87 | 0 Kirill Bojenov          |     |
| AiG            | 23 | 0 Arshak Koryan (en)      | 81e |
| AiD            | 14 | 0 Artem Polyarus (en)     | 88e |
| AC             | 88 | 0 Vladimir Diadioun (en)  | 64e |
|                |    |                           |     |
| Remplaçants :  |    |                           |     |
| AC             | 11 | 0 Dmitri Barkov           | 64e |
| AiD            | 44 | 0 Ilia Koukhartchouk      | 64e |
| AS             | 10 | 0 Kamran Aliyev           | 81e |
| AC             | 24 | 0 Mohamed Konaté          | 88e |
|                |    |                           |     |
| Entraîneur :   |    |                           |     |
| Sergueï Iouran |    |                           |     |

| ·             |    |                         |       |
| Titulaires :  |    |                         |       |
|               |    |                         |       |
| G             | 41 | 0 Mikhaïl Kerjakov      |       |
| DG            | 3  | 0 Douglas Santos        | 76e   |
| DC            | 6  | 0 Branislav Ivanović    |       |
| DC            | 44 | 0 Yaroslav Rakitskiy    |       |
| DD            | 15 | 0 Viatcheslav Karavaïev | 90+3e |
| MdC           | 5  | 0 Wílmar Barrios        |       |
| MC            | 14 | 0 Daler Kouziaïev       |       |
| MC            | 27 | 0 Magomed Ozdoïev       | 76e   |
| MO            | 8  | 0 Malcom                | 89e   |
| AC            | 22 | 0 Artyom Dziouba        |       |
| AC            | 7  | 0 Sardar Azmoun         | 89e   |
|               |    |                         |       |
| Remplaçants : |    |                         |       |
| AiG           | 11 | 0 Sebastián Driussi     | 76e   |
| DG            | 18 | 0 Iouri Jirkov          | 76e   |
| MO            | 17 | 0 Oleg Chatov           | 89e   |
| AiD           | 91 | 0 Alekseï Soutormine    | 89e   |
| DD            | 19 | 0 Igor Smolnikov        | 90+3e |
|               |    |                         |       |
| Entraîneur :  |    |                         |       |
| Sergueï Semak |    |                         |       |

| ·              |    |                           |     |
| Titulaires :   |    |                           |     |
|                |    |                           |     |
| G              | 22 | 0 Ilia Lantratov          |     |
| DC             | 33 | 0 Ievgueni Gapon (en)     |     |
| DC             | 6  | 0 Dmitri Tikhi            |     |
| DC             | 15 | 0 Iegor Danilkine         |     |
| MdC            | 5  | 0 Aleksandr Trochetchkine |     |
| MG             | 96 | 0 Aleksandr Smirnov       | 64e |
| MC             | 9  | 0 Maksim Martousevitch    |     |
| MD             | 87 | 0 Kirill Bojenov          |     |
| AiG            | 23 | 0 Arshak Koryan (en)      | 81e |
| AiD            | 14 | 0 Artem Polyarus (en)     | 88e |
| AC             | 88 | 0 Vladimir Diadioun (en)  | 64e |
|                |    |                           |     |
| Remplaçants :  |    |                           |     |
| AC             | 11 | 0 Dmitri Barkov           | 64e |
| AiD            | 44 | 0 Ilia Koukhartchouk      | 64e |
| AS             | 10 | 0 Kamran Aliyev           | 81e |
| AC             | 24 | 0 Mohamed Konaté          | 88e |
|                |    |                           |     |
| Entraîneur :   |    |                           |     |
| Sergueï Iouran |    |                           |     |